# Urlești
Urlești – wieś w Rumunii, w okręgu Gałacz, w gminie Corni. W 2011 roku liczyła 458 mieszkańców.